# Ivan Dan
 Ivan Dan (n. 1882 – d. 1974) a fost un medic și deținut politic român.

## Biografie
Ivan Dan s-a născut în județul Maramureș în familia preotului Dan Besiliu. Mama sa, Isabella Anderco, este sora lui Artemie Anderco (tânăr medic, mort prematur, de ftizie la 24 de ani,  între altele autorul primului dicționar  medical român: termenii "aponevroza" și" fascie" îi aparțin) va fi unul dintre cei mai vestiți medici ai Maramureșului, "un adevărat erou în lupta pentru sǎnǎtatea semenilor, salvator a mii de vieți pe parcursul carierei sale, admirat pentru omenie și harul tǎmǎduitor condiționat de o descendențǎ aleasǎ dar și de educație, meritǎ cel puțin o notǎ biograficǎ pentru ca figura lui luminoasǎ sǎ fie sortitǎ neantului." Primele clase le face la Borșa. Urmeazǎ cursurile gimnaziului reformat de la Sighet și Liceul german de la Bistrița. Își continuǎ studiile universitare la Facultatea de Medicinǎ din Viena între anii 1900-1906 devenind un slujitor în cea mai nobilǎ misiune de a apǎra viața și alina suferința umanǎ. Este selecționat din anul al III-lea de studii pentru o bursǎ acordatǎ de armata habsburgicǎ având șanse sǎ studieze cu cei mai de seamǎ profesori din Viena. Încǎ din studenție îmbracǎ uniforma medico-militarǎ câștigându-și competența prin studiu și o practicǎ asiduǎ dar lucrând în același timp în clinicile universitare alǎturi de specialiști de renume, ceea ce a contribuit foarte mult la formarea sa culturalǎ datoritǎ orașului în care a studiat: Viena. În 1914 începe primul rǎzboi mondial, i se acordǎ gradul de medic maior și va avea în subordine mari unitǎți militare cu spitale ce depǎșesc 5000 de paturi în teritoriile Igo și Knittelfeld (Germania), fiind distins cu ordinul "Signus Laudis" pentru contribuția sa la stingerea unei severe epidemii de holerǎ din 1916. La sfârșitul rǎzboiului revine în Maramureș cǎsǎtorindu-se cu fiica preotului din Apa :Maria Pop. Va avea opt copii care îl vor urma îndeaproape, patru dintre ei având studii universitare și doi nepoți vor ajunge la rândul lor medici. Din anul 1920 va lucra ca medic la Vișeu de Sus unde: "ajunge sǎ cunoascǎ în profunzime și sǎ ajute zi și noapte populația zonei - agricultori, muncitori forestieri, pǎstori, meseriași, negustori". Aici și-a câștigat respectul și dragostea a zeci de oameni care îl ascultau ca pe un pǎrinte. În anul 1938 scrie o scurtǎ monografie a localitǎții Vișeu de Sus. Faima lui cucerește Maramureșul, iar cariera medicalǎ și-o încheie o dată cu moartea. Pacienți ajunși la Cluj, la Iuliu Moldovan (Hațeganu), colegul sǎu de facultate, sunt trimiși la Vișeu de Sus pentru cǎ acolo existǎ un medic cu "mâna și inima lui Dumnezeu." Modernizeazǎ un cabinet medical dupǎ experiența din Viena. Era preocupat de ultimele apariții din domeniul medicinii, de aceea era abonat la reviste medicale apǎrute în toate limbile Europei. Prin eforturi personale și-a procurat un aparat Roentgen pentru radiologie și un microscop reactiv pentru analize uzuale.Distincții primite: Ordinul "Coroana României", de douǎ ori "Meritul Sanitar clasa a-I-a" conferit sub regim comunist când va fi vreme îndelungatǎ și directorul policlinicii nou înființate la Vișeu de Sus. (azi aceastǎ policlinicǎ îi poarta numele: Policlinica Dr. Dan - strada Spiru Haret, Vișeu de Sus). Însǎ cea mai mare recunoaștere vine din partea Facultǎții de Medicinǎ din Viena care-i conferǎ "Diploma de Aur" la jubileul de 50 ani de la terminarea facultății. Timp de zece ani a locuit în clǎdirea care astǎzi funcționeazǎ biblioteca orǎșǎneascǎ, din 1930 se mutǎ pe strada Aleea Eroilor nr.11. În 1947 este închis ca deținut politic la închisorile de la Gherla și Sighet, unde este bǎtut și maltratat, supus la grele și istovitoare interogatorii timp de 2 zile. Dar comuniștii nu vor îndrǎzni să-l condamne tocmai pentru popularitatea sa.